# Tritonia crocata
Tritonia crocata är en irisväxtart som först beskrevs av Carl von Linné, och fick sitt nu gällande namn av Ker Gawl. Tritonia crocata ingår i släktet Tritonia och familjen irisväxter. Inga underarter finns listade i Catalogue of Life.

## Bildgalleri

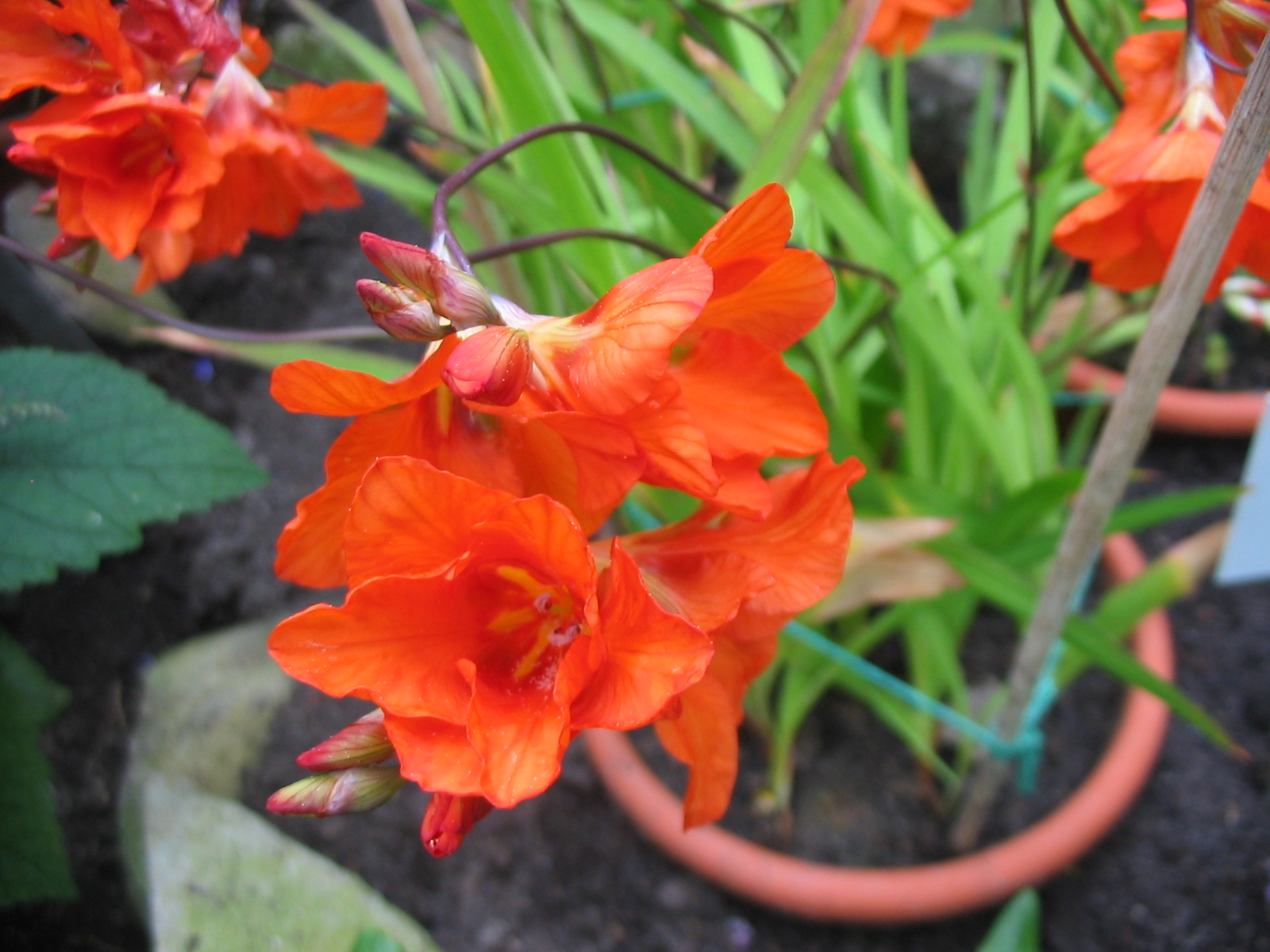
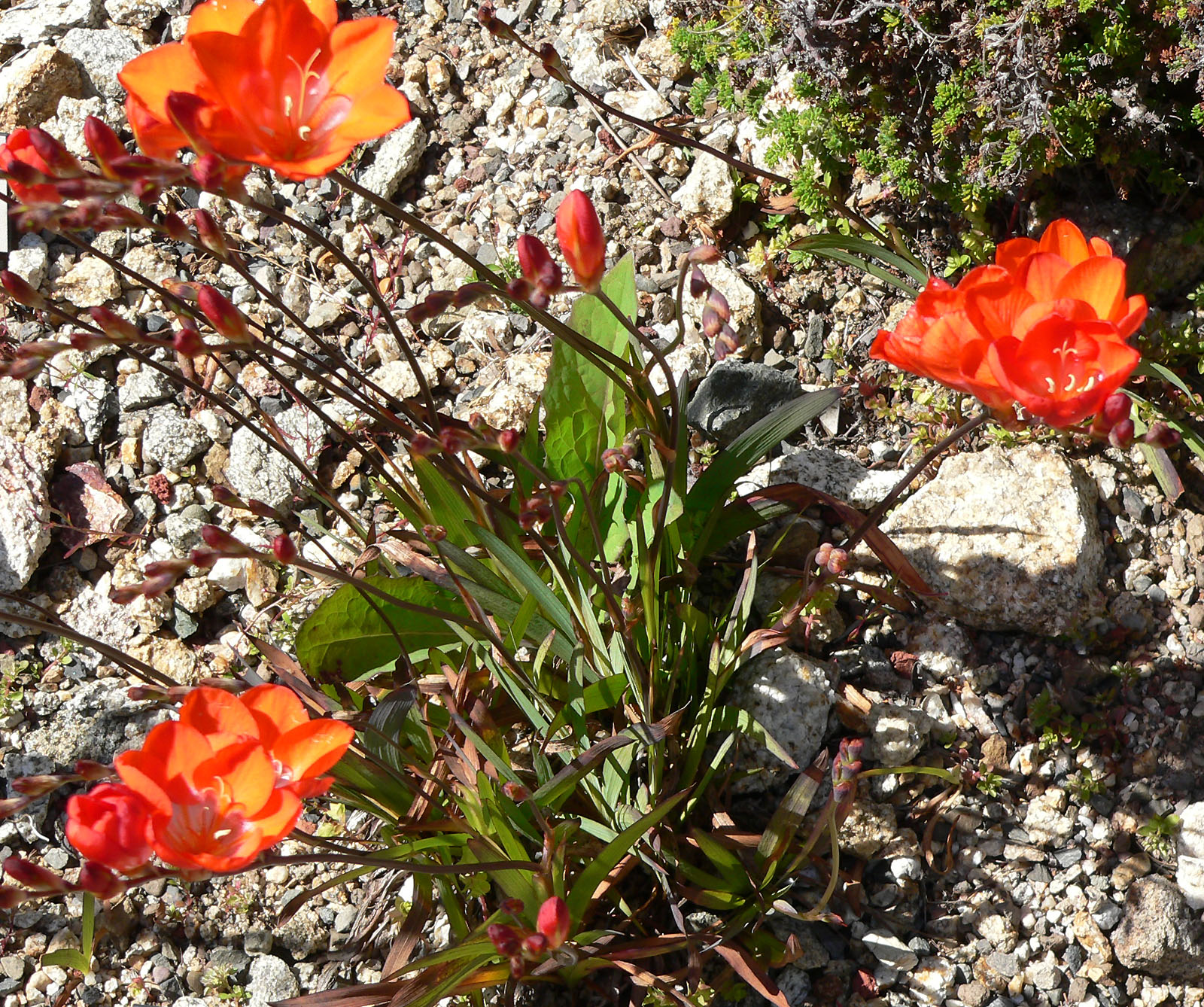
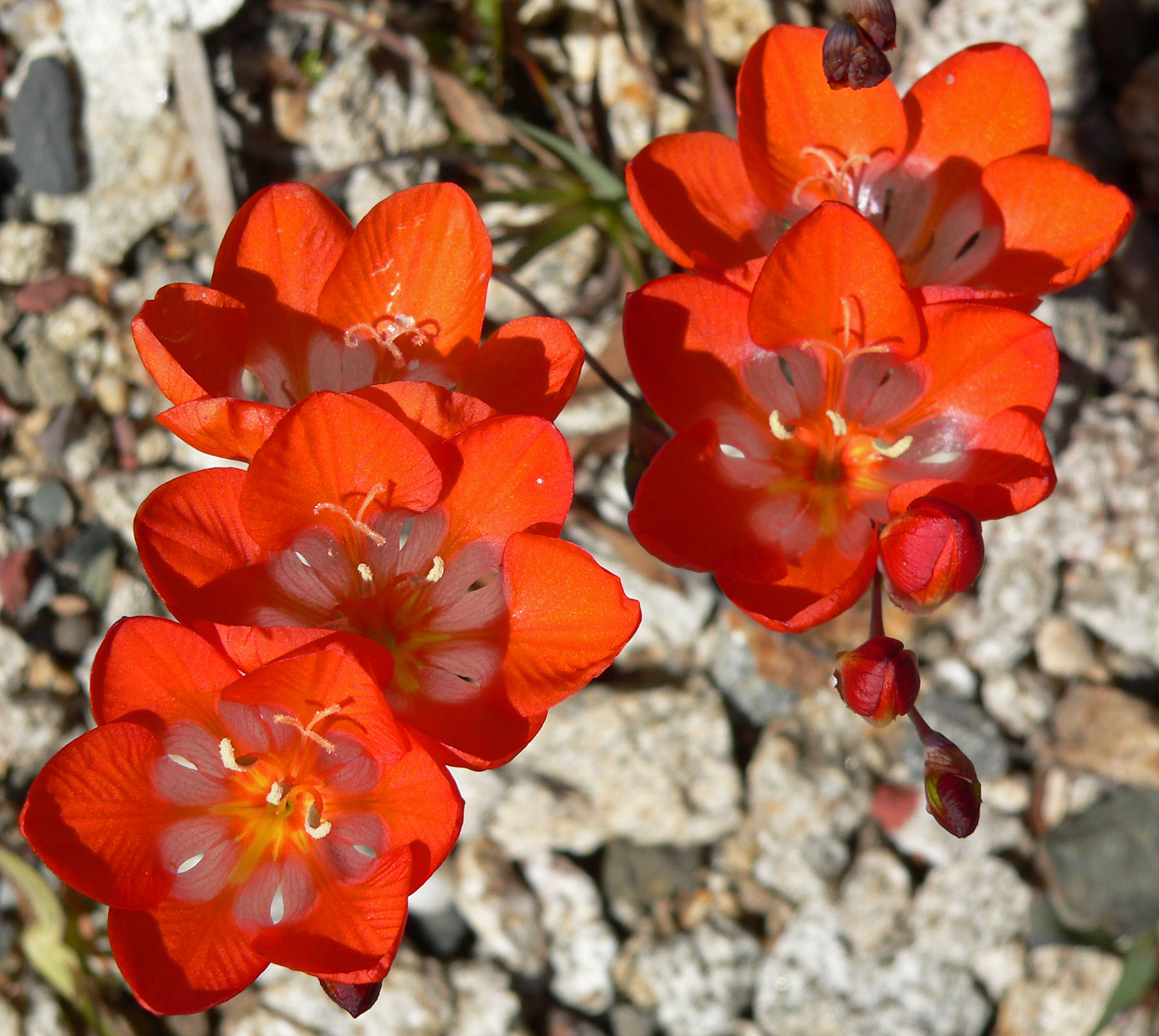
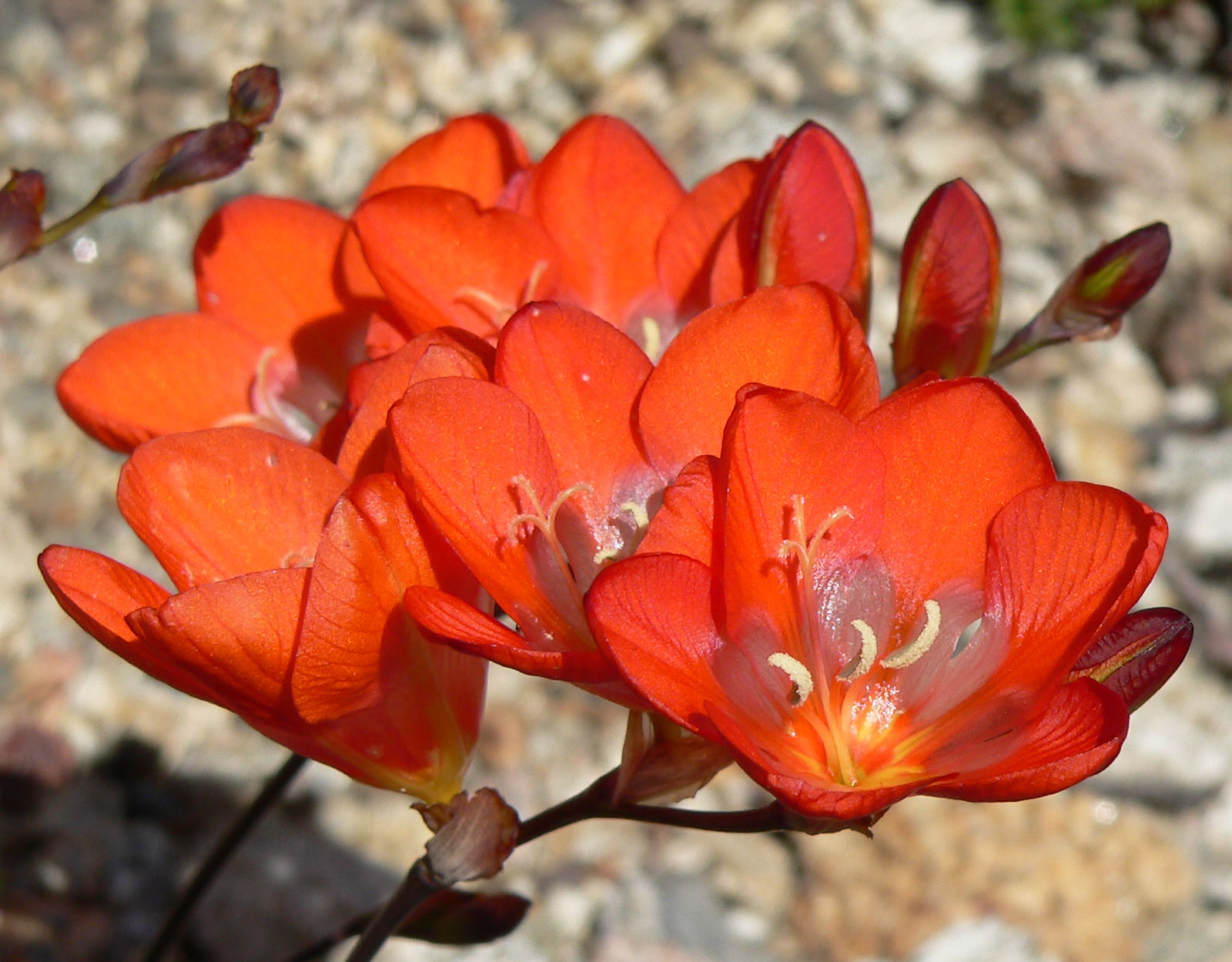
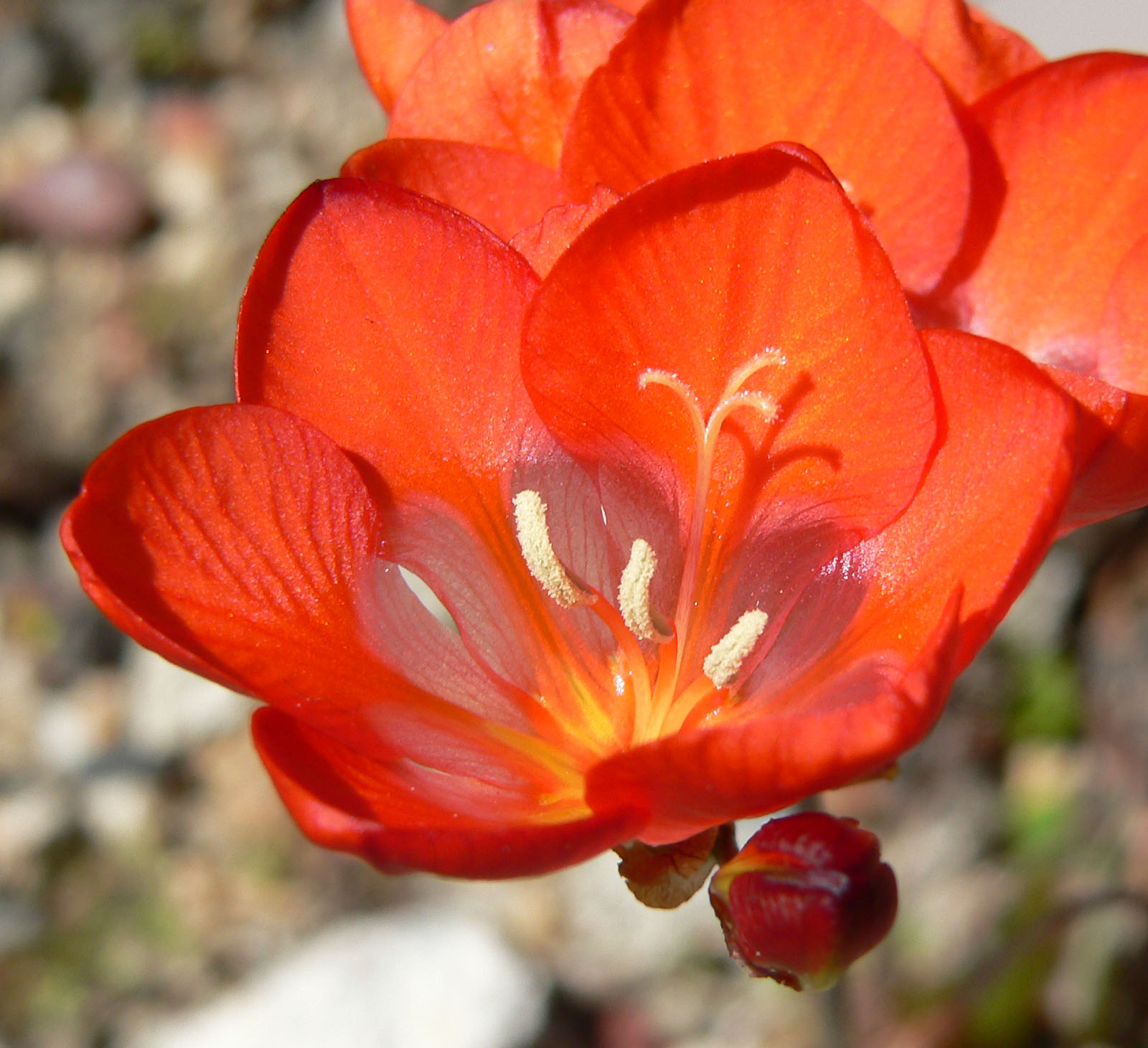
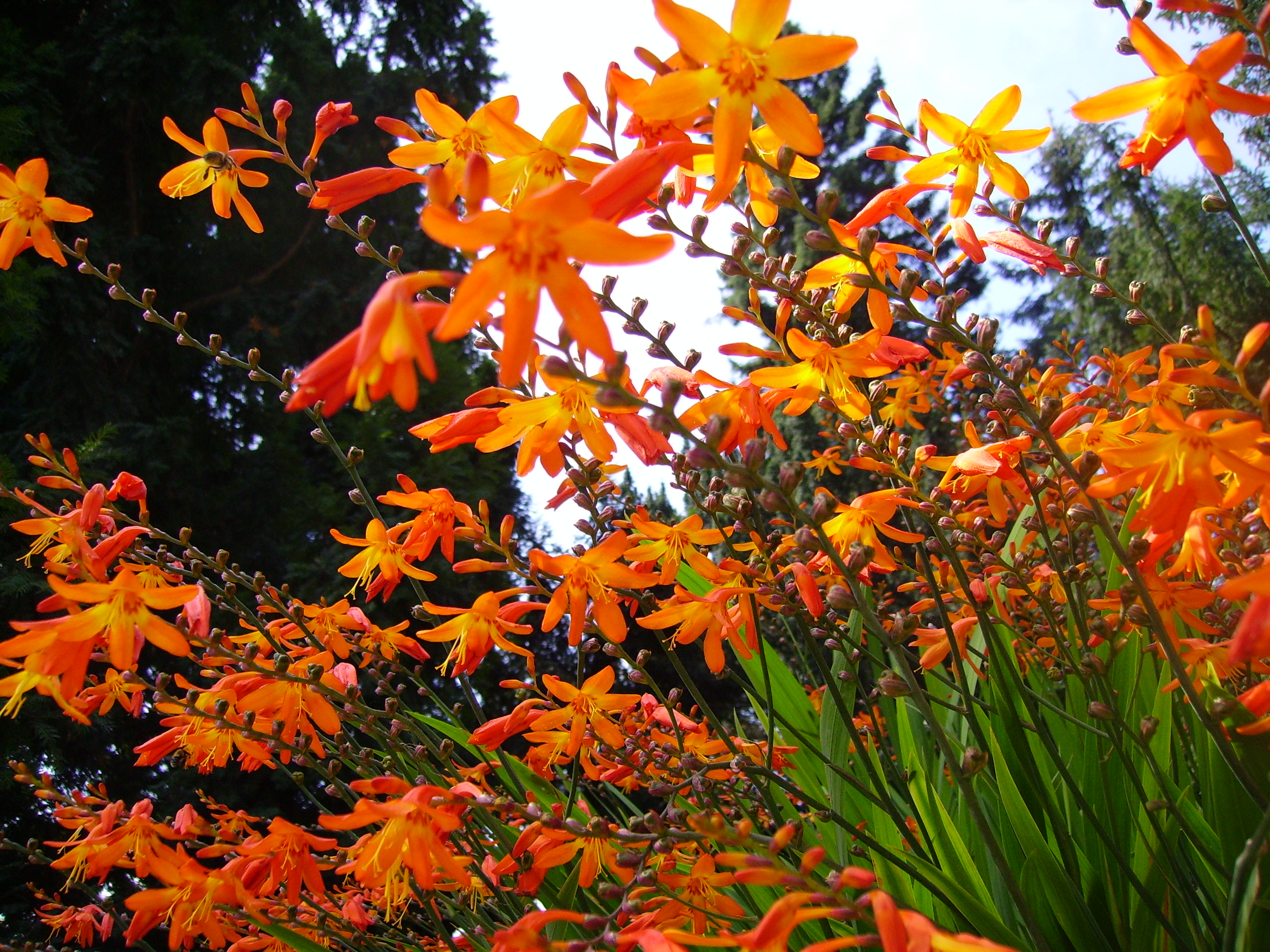